# Spinoberea subspinosa
Spinoberea subspinosa är en skalbaggsart som först beskrevs av Maurice Pic 1922.  Spinoberea subspinosa ingår i släktet Spinoberea och familjen långhorningar. Inga underarter finns listade i Catalogue of Life.